# Maihuenia
Maihuenia és un gènere de cactus que pertany a la família de les cactàcies i l'únic gènere de la subfamília de les maihueniòidies, la qual és la més petita de les subfamílies de les cactàcies. El gènere comprèn dues espècies mucílagoses que creixen a grans altures en els Andes de l'Argentina i Xile.

## Taxonomia
El gènere va ser descrit per (Phil. ex-F.A.C.Weber) K.Schum. i publicat a Gesamtbeschreibung der Kakteen 754. 1898.
Etimologia
Maihuenia: nom genèric que deriva de la paraula "maihuén", amb la qual en l'idioma maputxe denominen a la planta.

## Espècies acceptades
A continuació es brinda un llistat de les espècies del gènere Maihuenia acceptades fins a abril de 2015, ordenades alfabèticament. Per a cadascuna s'indica el nom binomial seguit de l'autor, abreujat segons les convencions i usos.	
- Maihuenia patagonica
- Maihuenia poeppigii